# モンゴルの孤児
モンゴルの孤児について。1990年代に市場経済に移行したモンゴル国では、インフレーションや物資不足から多くのストリートチルドレンが生まれた。冬季に厳しい寒さをしのぐため、暖房用の温水が通る管路内で生活していることからマンホールチルドレンとも呼ばれる。

## 概要
ソビエト連邦の崩壊後、1992年にモンゴル人民共和国はモンゴル国へと改称し、社会主義から市場経済への急速な移行を行った。インフレーションや物資不足によってその直後から同国ではストリートチルドレンが現れ始める。寒さをしのぐためにセントラルヒーティング用の温水が通る管路内に住み着いたことから、彼らは次第にマンホールチルドレンと呼ばれるようになった。2003年に4000人とピークを迎えたマンホールチルドレンはモンゴル政府やNGOなどの保護活動によって減少している。しかし、児童養護施設の居心地の悪さから施設を抜け出して路上暮らしに戻る子供や、児童養護施設退所後に行くところがなく、再びマンホールに戻る「マンホールアダルト」も問題となっている。